# Figueirense Esporte Clube
O Figueirense Esporte Clube, mais conhecido como Figueirense, é um clube de futebol brasileiro com sede na cidade de São João del-Rei, estado de Minas Gerais. Entrou no futebol profissional no ano de 2005. Foi fundado em homenagem ao Figueirense, do estado de Santa Catarina. Atualmente, disputa a Segunda Divisão do Campeonato Mineiro de Futebol.

## História
O clube foi fundado em  19 de outubro de 1975, à beira do córrego Água Limpa, como um clube amador, e em sua melhor época (de 2002 a 2004), o Alvinegro Praiano chegou três vezes na final da já extinta Copa Panorama de Futebol Regional, sagrando-se campeão em 2003. 
Com o sucesso amador, o clube se profissionalizou em 2005 e disputou a Segunda Divisão mineira nos anos de 2005 à 2007. Com dificuldades financeiras o clube só voltou a disputar a competição em 2015, e em 2019.
Em 2020 o clube alegou questões sanitárias e financeiras devido a Pandemia de COVID-19 para sua desistência da disputa da Segunda Divisão daquele ano. No ano seguinte o clube disputou a segundona, fazendo novamente uma péssima campanha e sendo eliminado na primeira fase.